# Fiménil
Fiménil – miejscowość i gmina we Francji, w regionie Grand Est, w departamencie Wogezy.
Według danych na rok 1990 gminę zamieszkiwało 221 osób, a gęstość zaludnienia wynosiła 43 osób/km² (wśród 2335 gmin Lotaryngii Fiménil plasuje się na 824. miejscu pod względem liczby ludności, natomiast pod względem powierzchni na miejscu 998.).